# Neo-Geo
Neo-Geo je ime za porodicu igraćih konzola i arkadnih videoigrara koju je na tržište izbacila japanska tvrtka SNK 1990. Neo-Geo je bio napredni proizvod, nekoliko godina ispred takmaca po visoko kvalitetnoj 2D grafici i zvuku, isto tako jedna platforma pokrivala arkadnu videoigre i igraće konzole za kućnu uporabu.